# 碟花百合
碟花百合（学名：Lilium saluenense）为百合科百合属下的一个种。产云南（西北部）、四川和西藏（东南部）。生山坡丛林中、林缘或草坡上，海拔2800-4500米。缅甸也有分布。

## 扩展阅读
維基物種上的相關：碟花百合